# U-Bahn-Station Donaumarina
Donaumarina is een metrostation in het district Leopoldstadt van de Oostenrijkse hoofdstad Wenen. Het station werd geopend op 2 oktober 2010 en wordt bediend door lijn U2.

## Geschiedenis
Op 26 januari 1968 werd besloten om een metronet in Wenen aan te leggen. De nadere uitwerking van het metronet, de U-Bahn-Netzvariante M uit 1970, omvatte meerdere lijnen met vertakkingen en het station was onder de naam Handelskai opgenomen aan lijn U3. 
Nadat in september 1981 de eerste vertakking in operationele dienst tot grote verstoringen had geleid werd het idee van de vertakkingen opgegeven en werden de plannen gewijzigd. Het tracébesluit uit 1998 voor de verlenging van U2 volgde de tracées van zijtak U1B en het oostelijke deel van U3 uit het plan van 1970. Het eerste deel van deze verlenging werd in 2008 geopend en op 2 oktober 2010 werd Donaumarina geopend samen met het tweede deel van de verlenging. Onderdeel van deze verlenging is een brug over de Donau die in 1997 was geopend als vrije busbaan tussen Donaumarina en Donaustadtbrücke.

## Ligging en inrichting
Het viaductstation ligt boven de Handelskai en de jachthaven waar het station zijn naam aan dankt. Het heeft twee zijperrons die elk met vaste trappen en liften verbonden zijn met de respectievelijke toegangen, aan de Donauzijde bij de jachthaven en aan de Praterzijde bij de Wehlistraße naast de zetel van de Österreichische Gewerkschaftsbund. Vlak bij het station ligt de Praterbrücke van de A23 en de afrit Handelskai. 
In 2013 beschilderde de Portugese kunstenaar Pedro Cabrita Reis een deel van de gevel aan de Praterzijde met oranje en witte betonverf, tevens werd een 10 meter hoge lichtzuil geplaatst. Het station op het andere bruggehoofd, Donaustadtbrücke, kreeg een vergelijkbare beschildering hetgeen volgens de kunstenaar een denkbeeldige oversteek van de Donau en daarmee een tweede, kunstzinnige, overbrugging vormt.

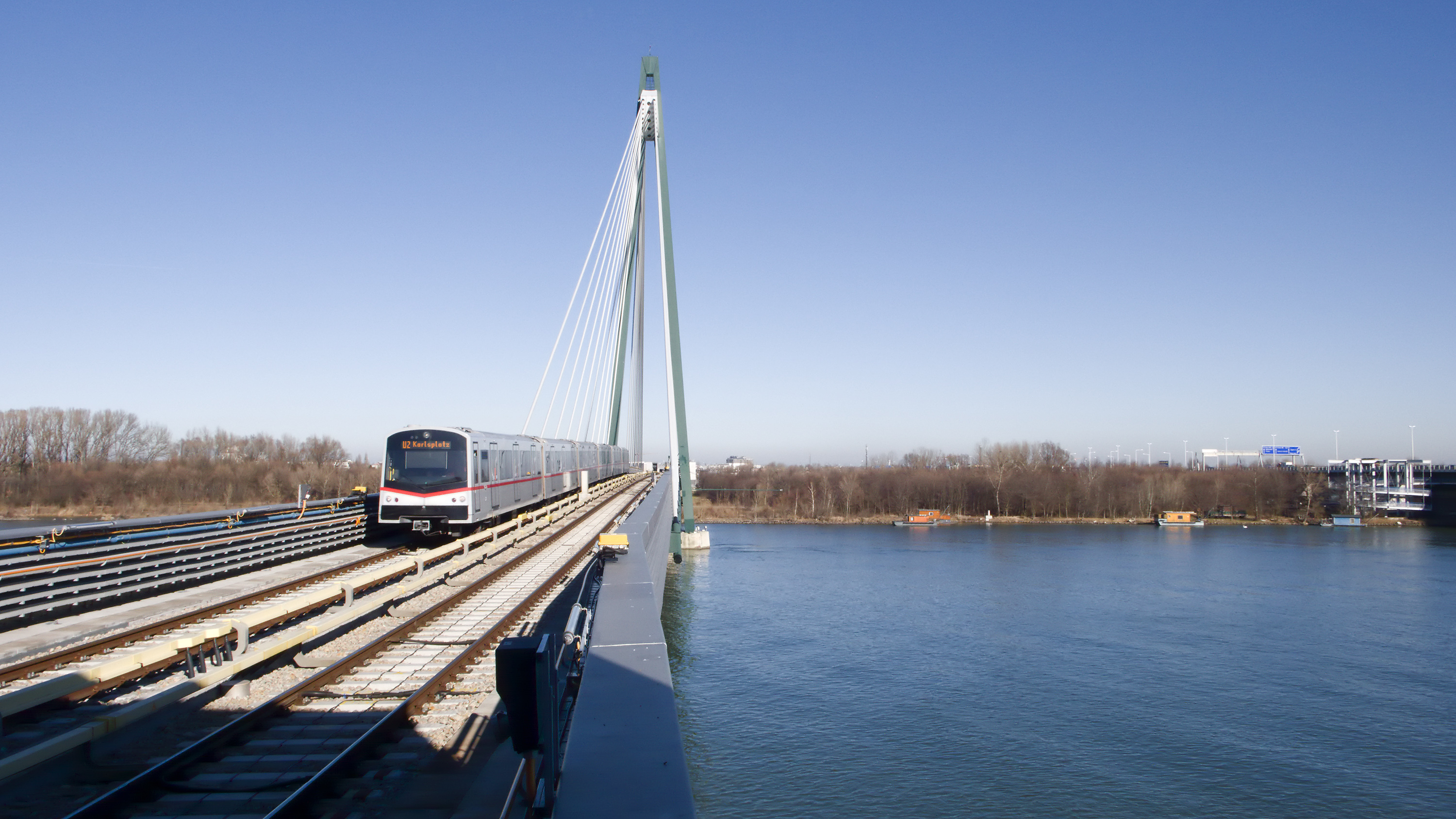
De Donaustadtbrücke.
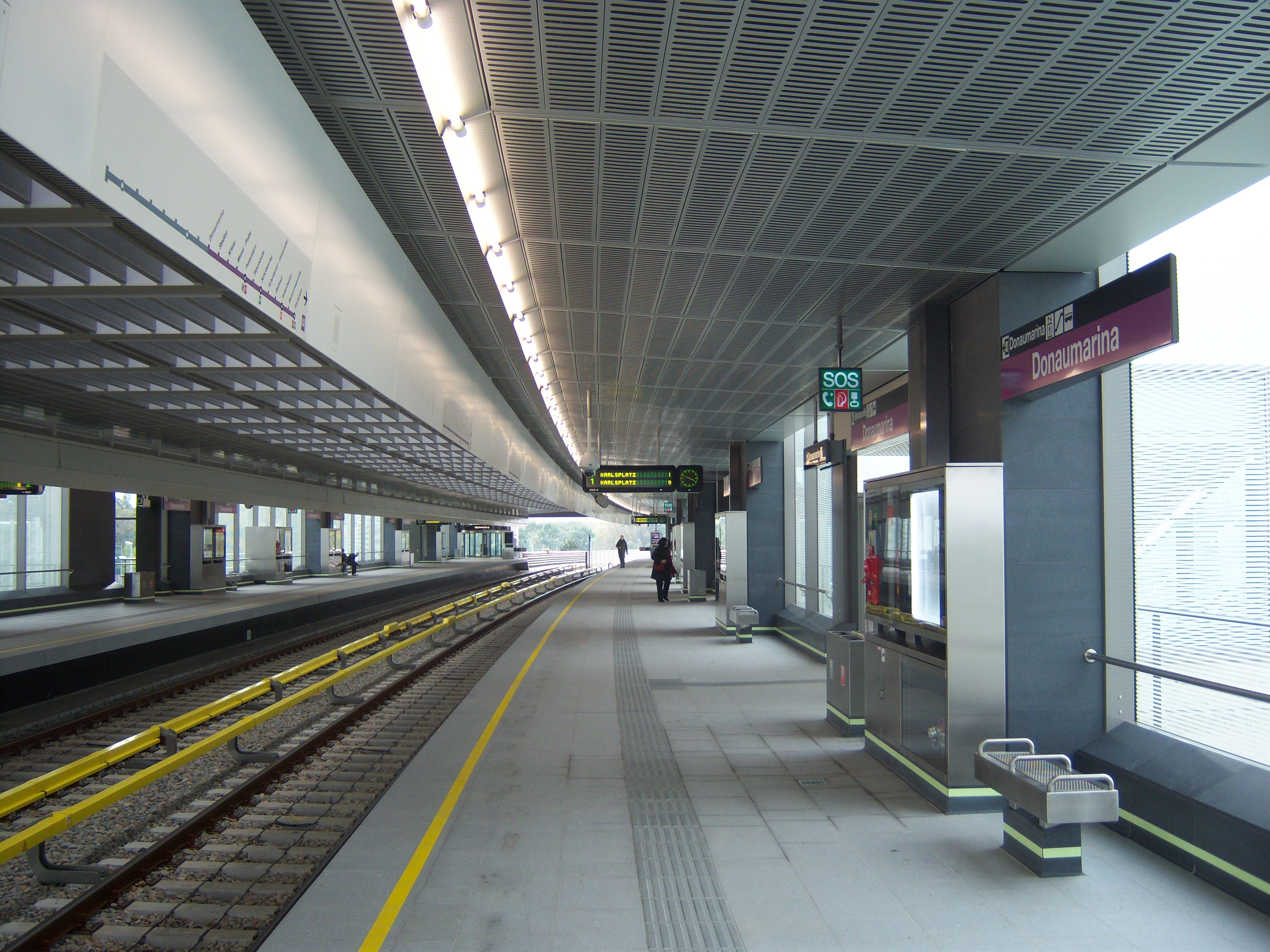
Sporen en perrons.
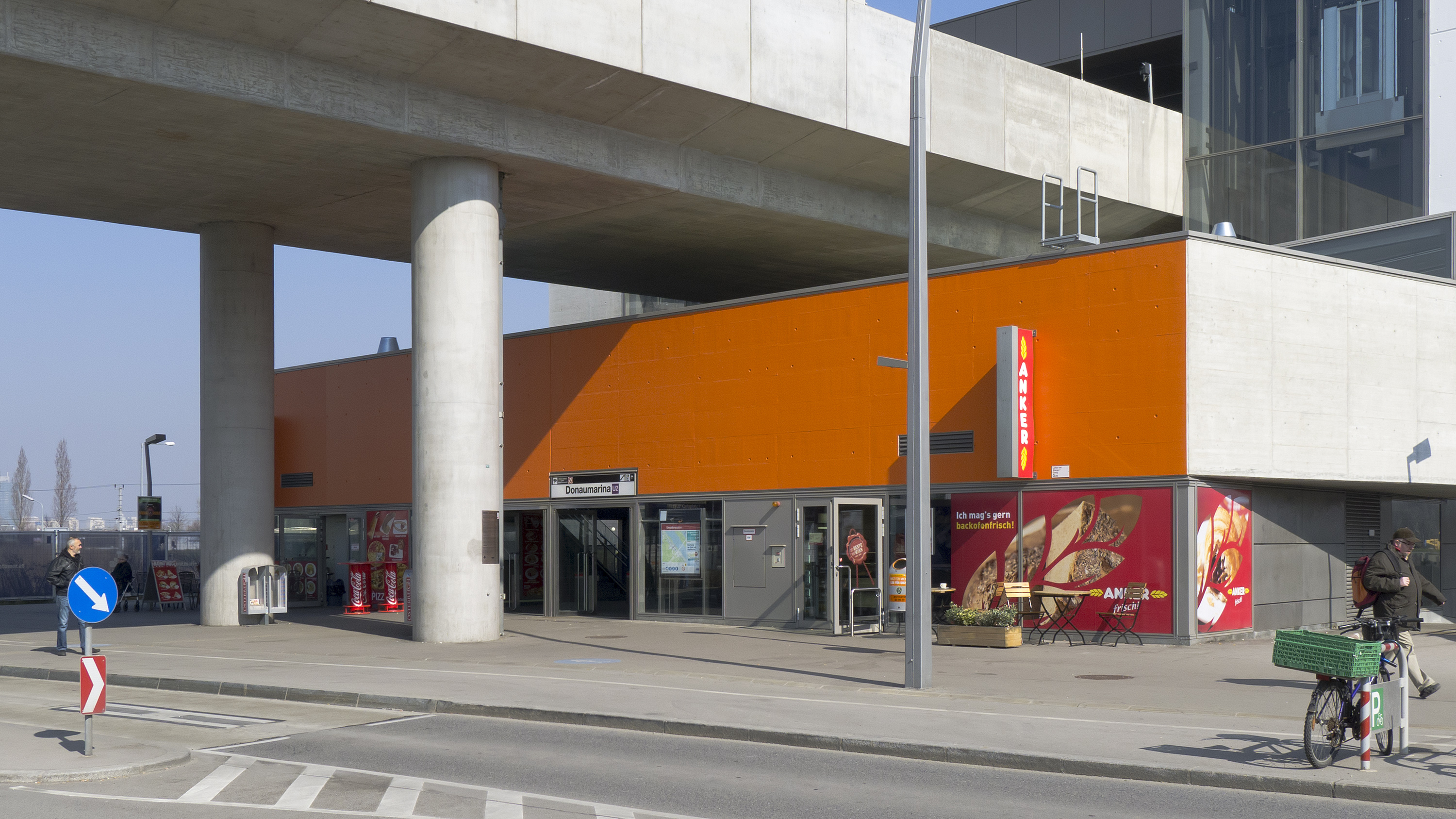
De beschilderde gevel.